# Galería Douglas Hyde
La Douglas Hyde Gallery (Galería Douglas Hyde) ubicada en el Trinity College (Dublín) es una galería de arte contemporáneo que ofrece y cura exhibiciones temporales de arte visual.
La Douglas Hyde Gallery fue abierta en 1978 en un espacio especialmente construido. En el 2001 una bodega fue convertida en una galería mucho más pequeña. La galería está fundada conjuntamente por el Consejo de Artes y Trinity College y su política de exhibición conscientemente trata de ubicarla en la vanguardia de la exploración artística. La galería estaba inicialmente administrada por un comité voluntario formado por estudiantes y miembros del Colegio, liderados por el Profesor George Dawson del Departamento de Genética. Ha ofrecido exhibiciones en la biblioteca Berkeley antes de finalmente adquirir el espacio actual. En sus primeros días, cuando era uno de los pocos espacios de exhibición en Dublín, mostró una mezcla ecléctica de shows históricos, trabajos artesanales, y retrospectivas de artistas irlandeses. Mientras el mundo del arte de Dublín se desarrollama, la Hyde se empezó a enfocar en arte contemporáneo, intermezclando el trabajo de artistas irlandeses con el de artistas internacionales. Sin embargo, ahora raramente exhibe trabajo de artistas irlandeses, una marcada diferencia de sus primeras políticas.